# Kyla Richey
Kyla Richey (ur. 20 czerwca 1989 w Langley) – kanadyjska siatkarka, grająca jako przyjmująca. Od sezonu 2020/2021 występuje we francuskiej drużynie SF Paris Saint Cloud.
Jej mężem jest siatkarz Rudy Verhoeff.

## Sukcesy klubowe
Mistrzostwa Uniwersyteckie:
- 2009, 2010, 2011, 2012

Mistrzostwo Grecji:
- 2017

## Sukcesy reprezentacyjne
Mistrzostwa Ameryki Północnej, Środkowej i Karaibów:
- 2019

## Nagrody indywidualne
- 2009: MVP Mistrzostw Uniwersyteckich
- 2012: National Player of the Year